# Roca de l'Àliga (Baix Pallars)
{{Infotaula indret

|localitzacio = Baix Pallars (Pallars Sobirà)
}}
La Roca de l'Àliga és una muntanya de 1.350 metres que es troba al municipi de Baix Pallars, a la comarca del Pallars Sobirà.